# カラオケトライアル
『カラオケトライアル』は、千葉テレビ放送（チバテレ）で1983年から2020年まで、37年間に渡り放送されていた視聴者参加型のカラオケ番組シリーズである。
当番組はこれまで、番組フォーマットはほぼ同一のままで何度か番組名が変更されている。本稿では、番組開始当初の『スーパーカラオケ○○'』（○○には、放送されている西暦の下2桁が入る。以下『スーパーカラオケ』）から、番組終了時の『ザ・カラオケトライアル』までを通して説明する。
同じチバテレで放送されているカラオケ番組の『カラオケ大賞』（1982年1月6日放送開始）と共に、長寿番組の1つであった。また、当番組開始と同時期の1983年10月にテレビ神奈川でも『billboard TOP40』を放送開始しており、この3番組が独立局における長寿番組でもあった。

## 沿革
- 1983年10月14日：『千葉テレビカラオケ大賞』（現在は『カラオケ大賞』）に次ぐ視聴者参加型カラオケ番組として、『スーパーカラオケ』がスタート。
- 1991年4月7日：番組名を『スーパーカラオケ』から『猪俣公章のカラオケトライアル』に変更・リニューアル。
- 1993年5月23日：猪俣公章の降板（その後6月10日に死去）にともない、番組名を『カラオケトライアル』に変更・リニューアル。以降、審査委員長の名前は冠されていない。
- 2005年4月：『カラオケトライアルII』としてリニューアル。
- 2011年3月20日：当初3月27日に『II』としての最終回を予定していた収録および放送を取り止め、予定より1週早め急遽終了（理由についてはこちらを参照）。
- 2011年4月3日：『カラオケトライアルIII』としてリニューアル。
- 2015年4月5日：『ザ・カラオケトライアル』としてリニューアル。
- 2020年9月27日：『ザ・カラオケトライアル』が放送終了。シリーズ37年の歴史に幕を閉じる。

## 放送時間
2020年7月現在
- 本放送 - 毎週日曜 21:00 - 22:00

5分番組を編成する場合は55分番組となり、日曜の本放送は21:00 - 21:55となる。編成が無い場合も、実質的な放送時間は55分間であり、残りの5分間はテレビショッピングや『ちば美彩』で穴埋めされる。
- 再放送 - 毎週日曜 16:00 - 17:00（前週放送分の再放送）

1985年の『中央競馬ワイド中継』から続く、長年の競馬中継枠であったが、2012年5月に『LIVE&REPORT 中央競馬中継』が終了したため、これまでの水曜19時台から移動。これにより、日曜は15時台の『チバテレビカラオケ大賞21』（当時）再放送に引き続き、素人カラオケ番組の再放送が連続することになった。現在も当番組の再放送終了後に『カラオケ大賞』再放送と連続している。
ただし、日曜15:00 - 17:00には、月1,2回ジャパネットたかた生放送テレビショッピング（他の独立局と同時ネット）が編成されるため、『カラオケトライアル』シリーズの再放送のみ休止、『カラオケ大賞』再放送は通常どおり放送ということも少なくない。

### 放送時間の移り変わり
- 毎週日曜 21:00 - 21:55（1988年4月から2005年3月ならびに2010年1月から2011年3月までのII本放送枠、2011年4月からのIII本放送枠。2007年4月から2009年9月まで「チバテレビカラオケ大賞21」が放送されていた。2009年10月から12月までは再放送枠。地上デジタルテレビジョン放送のEPGでは21:01 - 21:55）
- 毎週日曜 19:00 - 19:55（1984年4月から1988年3月までの本放送枠）
- 毎週金曜 20:00 - 20:55（2007年4月から2009年12月までの本放送枠。本放送より5日遅れ。番組開始当初および2007年4月から2009年12月までの本放送枠。地上デジタルテレビジョン放送のEPGでは20:01 - 20:55）
- 毎週木曜 20:00 - 20:55（2005年4月から2007年3月までの本放送枠。ここから『カラオケトライアルII』に）
- 毎週火曜 13:00 - 13:55（2009年9月までの再放送枠。本放送より4日遅れ。地上デジタルテレビジョン放送のEPGでは13:01 - 13:55）
- 毎週水曜 19:00 - 19:55（2010年4月から2012年5月までの再放送枠。本放送より3日遅れ。『マリーンズナイター』放送時には休止。）

## 番組概要
毎週厳しいオーディションに合格した6 - 7名（毎週ほぼ8名固定した時期もあった）の出場者が目標の段の点数を目指して歌唱力を競った。番組のエンディングで結果発表を行い、目標の段をクリアした出場者に賞状とトロフィーが贈られた。名人の段をクリアした場合、天井から大量の紙吹雪が降ることになっていた。
出場者は初段からのスタートであり、合格すると次の段にチャレンジできるシステムになっていた。段位は初段・二段・三段・四段・名人とステップアップした。
審査は審査委員長の徳久のほか、各レコード会社のプロデューサーが2名、そしてその日の歌のゲストの計4名で審査を行った。各出場者のチャレンジが全て終了したあと、ゲスト歌手の歌の披露を挟んで結果発表に入った。
番組の収録は月1～2回の水曜日。1回で2 - 3週分の収録を行った。（以前は隔週金曜日に1 - 2週分の収録を行っていた）
『スーパーカラオケ』・『猪俣公章のカラオケトライアル』・『カラオケトライアル』（I→II→III）、そして『ザ・カラオケトライアル』と番組タイトルは変更されてきたものの、基本的な番組の流れは同じでありマイナーチェンジであった。
なお、チバテレには同じカラオケ番組として現在も放送中の『カラオケ大賞』があるが、本番組とは以下の点で異なっていた（以下は、本番組終了時点までのデータ）。
|                                                       |                                                       | カラオケ大賞                                                          | カラオケトライアル                                                                                   |
| 企画運営                                              | 企画運営                                              | 地商総業                                                              | ちばテレビメディアネット（関連会社。略称CMN）                                                        |
| 出場目標                                              | 出場目標                                              | トップ賞およびグランドチャンピオン                                    | 各段合格                                                                                             |
| 出場方法                                              | 出場方法                                              | 番組と契約している協力店からの推薦が必要。                            | 番組オーディションに合格する。                                                                       |
| 担当ゲスト審査員（歌手を除く）                        | 担当ゲスト審査員（歌手を除く）                        | 作曲家                                                                | 作曲家またはレコード会社プロデューサー                                                               |
| 審査員の肩書き （ネームプレート）                     | ゲスト審査員                                          | 「ゲスト審査員」                                                      | （所属レコード会社名）→審査委員長                                                                    |
| 審査員の肩書き （ネームプレート）                     | ゲスト歌手                                            | 「ゲスト」                                                            | （所属レコード会社名）→審査委員長                                                                    |
| 応援団                                                | 応援団                                                | あり（ただし、2019年から歌唱前の応援は廃止）                          | なし（ただし観客自体はいた）                                                                         |
| 商品授与の対象 （参加賞の雑誌・賞状トロフィーを除く） | 商品授与の対象 （参加賞の雑誌・賞状トロフィーを除く） | 出場者全員（週チャンピオンのほか、下位にも参加賞以外の商品あり）      | 二段以上の合格者 敢闘賞（合格者の中から選出） 今日のクリカン賞（栗田がキャラ的に気に入った人を選出） |
| 参加賞の雑誌                                          | 参加賞の雑誌                                          | 2020年は雑誌の提供なし 2019年までは、月刊カラオケファン（ミューズ刊） | 月刊歌の手帖（マガジンランド刊）                                                                     |

## スーパーカラオケ・猪俣公章のカラオケトライアル・カラオケトライアル
最高点を獲得した出場者に銀メダルを授与され、チャンピオンに挑戦し10週勝ち抜けば、天井から大量の紙吹雪が降り、グランドチャンピオンとなりプロデビューが約束されたが（最高得点者と同点の場合は「勝ち残り」となり「○週勝抜き」にならない）、後期に入ると1・2週でチャンピオンが交代されるインフレ化が起こり、のちに廃止されている。また、前週がグランドチャンピオンが出た場合は最高得点者が新チャンピオンとなる。
『カラオケトライアル』時代では各段合格ですれば、テープレコーダー（2段）、シェイバー（3段）、ゴルフバッグ（4段）、
チャンピオンが勝ち抜く度に電動ハブラシ（3週）、大型テレビ→JALの国内航空券（5週）、高級バッグ（8週）、ダイヤモンド（9週）を獲得し、チャンピオンが10週勝ち抜けば、高級振袖（後期にはホテル宿泊券）がプレゼントした。各段合格の副賞は廃止している。

## カラオケトライアルII
これより徳久広司が審査委員長を務める。
基本ルールは「 - トライアル」と同じだが、「敢闘賞」と、不合格者（初段で初めてのテレビ出演で緊張して歌詞や歌い出しを間違えた、二段以上で1,2点差だった不合格者など）の中から1回に限って3ヶ月以内に同じ曲で再挑戦できる権利が与えられる「再チャレンジ賞」、2010年1月からは挑戦する段以上の段が与えられる「ジャンプアップ賞」（例：初段で挑戦したが、得点が2段合格相当だった場合に2段認定）も設けられている。
IIでの得点システムは400点満点（音感、リズム感、歌唱力、表現力各100点）で、初段=280点・2段=300点・3段=320点・4段=340点・名人=360点・名人（殿堂入り）=380点（得点は各審査員1人につき平均5点刻みで段が上がる）以上であれば段認定となる。
2010年以降の司会者はお笑いタレントの髭男爵。髭男爵のアシスタント兼ナレーション担当の谷岡恵里子は2010年1月10日放送分から出演する予定であったが、風邪のため収録を欠席し、1月24日放送分から出演していた。2010年6月頃までは、審査結果発表の際、ひぐち君が持ちギャグの1つである「ひぐちカッター」を応用して、合格者に「受カッター」、不合格者に「惜しカッター」というギャグを披露していた。
2011年3月20日をもって『カラオケトライアルII』としての放送を終了。本来は3月27日終了、収録は16日の予定であったが、同月11日に東北地方太平洋沖地震（東日本大震災）が発生したため、参加者の安全に配慮し収録は中止となった。よって27日放送が不可能になり、そのまま番組終了となった。そのため、終了の旨は20日放送の最後に字幕のみで表示され、髭男爵・谷岡が挨拶することはなかった。なお27日は、急遽『日本鉄道ぐるり旅』（BS日テレ制作）で穴埋めした。

## カラオケトライアルIII
2011年4月3日より新たに『カラオケトライアルIII』としてリニューアル。略して「カラトラIII」（カラトラスリー）と言っている。基本ルールはIIと同様。
MCははなわ、相沢まきに交替。これまではMC1名（ないし1組）・アシスタント1名の構成であったが、III以降は男女1名ずつでMCを担当することになった。はなわ・相沢ともにケイダッシュステージ所属である。はなわの実弟である塙宣之（ナイツ）も2011年よりチバテレで『ナイツのHIT商品会議室』を放送開始したため、兄弟揃ってチバテレの新番組を持つことになった。2011年10月30日放送では、偶然当番組と『ナイツのHIT商品会議室』の収録日が重なったため、オープニングではなわとナイツという、兄弟での共演が実現した。相沢は2011年1月まで出演していた『全開!女子力!!』以来のチバテレのレギュラー番組である（『全開!女子力!!』は後に日本BS放送に制作局を変更し継続していた）。
「敢闘賞」「再チャレンジ賞」「ジャンプアップ賞」は存続しているが、後述するルール変更により、IIに比べて全体的により厳しいシステムになっている。2012年12月2日放送では、厳しさを物語るかのように全員不合格という事態になってしまい、通常は合格者から選出する「敢闘賞」を急遽不合格にもかかわらず授与したケースがある。
IIIでの得点システムは400点満点に変更はないが、より辛口の点数になった。初段=220点・2段=240点・3段=260点・4段=280点・名人=300点（得点は各審査員1人につき平均5点刻みで段が上がる）以上であれば段認定となる。III以降、殿堂入りはなくなっている。
また、本番で不合格になった参加者は（たとえ初段以上を認定済みであっても）、「再チャレンジ賞」獲得者を除き再度オーディションに合格しないと本番に一切出演できなくなるルールも追加された。また、初段のオーディションと二段以上のオーディションで分かれており、2010年（II時代）より開始されたモラージュ柏でのオーディションは初段挑戦権限定のオーディションとなった（チバテレ本社で月1回行われるオーディションは初段・二段以上共に実施）。

## ザ・カラオケトライアル
2015年4月5日より新たに『ザ・カラオケトライアル』としてリニューアル。
MCは栗田貫一・岡田聖子で、両者ともオフィス南所属のものまねタレントである（ただし、岡田聖子は産休・育児専念のため2018年12月2日放送で降板。2018年12月9日以降は藤澤希未がアシスタントとして出演。）。基本ルールはIIIと同様で、得点システム、「再チャレンジ賞」なども変更点はない。演出や番組構成は一部変更されており、MCや審査員のコメントをなぞる字幕（最近のバラエティ番組などで見られる手法）がつくようになった。
2015年にはエンディングで栗田がその日の感想を述べる「今日の栗感30秒」（栗田の愛称である「クリカン」と掛けている）というコーナーがあった。2016年からはコーナーが廃止された代わりに、栗田がキャラクター的に気に入った出演者1名に対し「今日のクリカン賞」が新設された（商品は『カラオケ大賞』でのチバテレビ賞と同じ、チュバがデザインされたクオカード）。初段しか合格者がいない週（大抵の週が該当）に、2段以上で不合格になった人の中から選ばれることが多いが、比較的合格者が多い週の場合に合格とのW受賞になるケースもある。
2016年5月29日放送では、演歌歌手であるとともに、栗田・岡田と同様にものまねタレントとしても著名な西尾夕紀が出演し、持ち歌だけでなく、十八番だという大月みやこのものまねを披露する一幕もあった。
2019新型コロナウイルスの影響により、2020年4月26日放送（同年3月25日収録分）を以て一旦スタジオ収録が不可能となった。そのため、翌週の5月3日放送からの2020年5月中の5回分は、過去の総集編（直近1年間で敢闘賞を受賞した人の歌唱をプレイバック）と、数組の歌手の簡単な挨拶とミュージック・ビデオを流す形式に改められ、新規審査は行われなくなった。この点では、別撮りの出演者の歌唱を審査する形式に改めた『カラオケ大賞』とは対応が異なっていた。6月7日放送（同年5月27日収録分）以降は審査を再開したが、以下のとおり特別対応を行った。
- 本来のスタジオには審査委員長の徳久1名しかおらず、栗田・藤澤は『NEWSチバ』などを放送する第2スタジオからの出演となった。徳久以外の審査員（レコード会社関係者）やゲストも不在で、無観客でもある。なお、最終回直前の2020年9月20日放送で、栗田・藤澤が本来のスタジオでの出演を再開した。
- 出場者は、画面越しに第2スタジオの栗田・藤澤とトークした後に歌唱を披露。徳久による審査・講評が終わると、当日は即帰宅となる。結果発表の段階では出場者は1人もいない状態で各人の得点・敢闘賞受賞者発表・再チャレンジ賞およびジャンプアップ賞の有無[12]・今日のクリカン賞の受賞者発表が行われる。そのため、出場者はオンエアー当日まで結果が一切分からない状態となっていた。
- ゲストについては、引き続きミュージック・ビデオを流す形式となっていた。
- 当初の予定では、2020年6月28日放送で番組終了予定だった。しかし上記のとおり、本放送の収録並びにオーディションの中止が発生していた。そこで出場予定者の救済措置として、この6月28日放送内で、番組終了日を9月27日に延期することが発表された。

2020年9月27日は20時から2時間にわたって「最終回スペシャル」として放送された。この回も、最後に栗田のモノマネが2曲披露された他は通常通りの審査を行ったが、その人数は19人に及び、合格者も3段3名を含む8名と異例の合格者数であった。
これをもって、『スーパーカラオケ』以来続いてきた『カラオケトライアル』シリーズは37年の歴史に幕を閉じることとなった。これにより、チバテレの素人カラオケ番組は一時期『カラオケ大賞』のみとなることになったが、この『カラオケ大賞』について、一部当番組の内容を引き継ぐことになった。具体的には、「2021年より、一般参加者の受け入れを開始」「2021年より、当番組同様に段位（ランク）の獲得の目標に変更」「2020年10月より、当番組のスポンサーを一部引き継ぐ」といったことがある。2021年4月からは、朝の情報番組『ちば朝ライブ モーニングこんぱす』内の木曜コーナーとして「歌で100チャレ」が行われることになった。これにより再度チバテレに複数の素人カラオケ番組が存在することになり、かつ栗田も審査員としてこのコーナーに出演することになり、半年ぶりのチバテレの素人カラオケ番組出演となった。

## 出演者
司会
- 栗田貫一（2015年4月5日 - 2020年9月27日）
- 藤澤希未（2018年12月9日 - 2020年9月27日）

審査委員長
- 徳久広司（2005年4月7日 - 2020年9月27日、『カラオケトライアルII』から『ザ・カラオケトライアル』まで）[13]

### 過去の出演者
司会
- 島田洋七（1983年10月14日 - 1985年3月29日、『スーパーカラオケ』開始当初）
- 山川豊（1985年4月5日 - 1987年3月27日、『スーパーカラオケ』時代）
- 森本英世（1987年4月3日 - 1989年3月31日、『スーパーカラオケ』時代）
- 伍代参平（1989年4月7日 - 1991年3月29日、『スーパーカラオケ』時代）
- 鈴木ヒロミツ（1991年4月5日 - 1992年3月31日）
- 志賀正浩（1992年4月7日 - 1993年3月30日）
- せんだみつお（1993年4月6日 - 1995年3月28日）
- イジリー岡田（1995年4月4日 - 1996年12月27日）
- 宮本ムサシ（1997年1月10日 - 1999年12月24日）
- 夏木ゆたか（2000年1月7日 - 2009年12月25日）
- 髭男爵（2010年1月10日 - 2011年3月20日）
- はなわ（2011年4月3日 - 2015年3月29日）
- 相沢まき（2011年4月3日 - 2015年3月29日）
- 岡田聖子（2015年4月5日 - 2018年12月2日）

アシスタント
- 長谷川ユキ（1983年10月14日 - 1985年3月29日、『スーパーカラオケ』開始当初）
- さつきりせ（1985年4月5日 - 1987年3月27日、『スーパーカラオケ』時代）
- 花形一実（1987年4月3日 - 1989年3月31日、『スーパーカラオケ』時代）
- 朝井夏海（1989年3月31日 - 1991年3月29日、『スーパーカラオケ』時代）
- 吉田千代（1991年4月5日 - 1998年3月27日）
- せらよしえ（1991年4月5日 - 1998年3月27日） - サブアシスタント
- 西田さゆり（1998年4月3日 - 2002年3月28日）
- 松田京子（2002年4月4日 - 2006年6月30日）
- 吉村民（2006年7月7日 - 2009年12月25日）
- 谷岡恵里子（チバテレアナウンサー、2010年1月24日 - 2011年3月20日）

ナレーター
- 湯本久美（2008年7月4日 - 2009年12月25日）
- 谷岡恵里子（チバテレアナウンサー、2010年1月24日 - 2011年3月20日）

審査委員長
- 猪俣公章（1983年10月14日 - 1993年5月28日、『スーパーカラオケ』から『猪俣公章のカラオケトライアル』まで）
- 四方章人（1993年6月4日 - 2002年3月28日、『カラオケトライアル』）[14]
- 市川昭介（2002年4月4日 - 2005年3月31日[15]、『カラオケトライアル』）

### 変遷
| 担当         | 出演者（1983 - 1984年度 / スーパーカラオケ） |
| ------------ | -------------------------------------------- |
| 司会         | 島田洋七                                     |
| アシスタント | 長谷川ユキ                                   |
| 審査委員長   | 猪俣公章                                     |

| 担当         | 出演者（1985 - 1986年度 / スーパーカラオケ） |
| ------------ | -------------------------------------------- |
| 司会         | 山川豊                                       |
| アシスタント | さつきりせ                                   |
| 審査委員長   | 猪俣公章                                     |

| 担当         | 出演者（1987 - 1988年度 / スーパーカラオケ） |
| ------------ | -------------------------------------------- |
| 司会         | 森本英世                                     |
| アシスタント | 花形一実                                     |
| 審査委員長   | 猪俣公章                                     |

| 担当         | 出演者（1989 - 1990年度 / スーパーカラオケ） |
| ------------ | -------------------------------------------- |
| 司会         | 伍代三平                                     |
| アシスタント | 朝井夏海                                     |
| 審査委員長   | 猪俣公章                                     |

| 担当         | 出演者（1991年度 / 猪俣公章のカラオケトライアル） |
| ------------ | ------------------------------------------------- |
| 司会         | 鈴木ヒロミツ                                      |
| アシスタント | 吉田千代 / せらよしえ                             |
| 審査委員長   | 猪俣公章                                          |

| 担当         | 出演者（1992年度 / 猪俣公章のカラオケトライアル） |
| ------------ | ------------------------------------------------- |
| 司会         | 志賀正浩                                          |
| アシスタント | 吉田千代 / せらよしえ                             |
| 審査委員長   | 猪俣公章                                          |

| 担当         | 出演者（1993年度 / 猪俣公章のカラオケトライアル → カラオケトライアル） |
| ------------ | ---------------------------------------------------------------------- |
| 司会         | せんだみつお                                                           |
| アシスタント | 吉田千代 / せらよしえ                                                  |
| 審査委員長   | 猪俣公章< - 1993年5月> / 四方章人<1993年6月 - >                        |

| 担当         | 出演者（1994年度 / カラオケトライアル） |
| ------------ | --------------------------------------- |
| 司会         | せんだみつお                            |
| アシスタント | 吉田千代 / せらよしえ                   |
| 審査委員長   | 四方章人                                |

| 担当         | 出演者（1995年度 / カラオケトライアル） |
| ------------ | --------------------------------------- |
| 司会         | イジリー岡田                            |
| アシスタント | 吉田千代 / せらよしえ                   |
| 審査委員長   | 四方章人                                |

| 担当         | 出演者（1996年度 / カラオケトライアル）                |
| ------------ | ------------------------------------------------------ |
| 司会         | イジリー岡田< - 1996年12月> / 宮本ムサシ<1997年1月 - > |
| アシスタント | 吉田千代 / せらよしえ                                  |
| 審査委員長   | 猪俣公章                                               |

| 担当         | 出演者（1997年度 / カラオケトライアル） |
| ------------ | --------------------------------------- |
| 司会         | 宮本ムサシ                              |
| アシスタント | 吉田千代 / せらよしえ                   |
| 審査委員長   | 四方章人                                |

| 担当         | 出演者（1998年度 / カラオケトライアル） |
| ------------ | --------------------------------------- |
| 司会         | 宮本ムサシ                              |
| アシスタント | 西田さゆり                              |
| 審査委員長   | 四方章人                                |

| 担当         | 出演者（1999年度 / カラオケトライアル）              |
| ------------ | ---------------------------------------------------- |
| 司会         | 宮本ムサシ< - 1999年12月> / 夏木ゆたか<2000年1月 - > |
| アシスタント | 西田さゆり                                           |
| 審査委員長   | 四方章人                                             |

| 担当         | 出演者（2000 - 2001年度 / カラオケトライアル） |
| ------------ | ---------------------------------------------- |
| 司会         | 夏木ゆたか                                     |
| アシスタント | 西田さゆり                                     |
| 審査委員長   | 四方章人                                       |

| 担当         | 出演者（2002 - 2004年度 / カラオケトライアル） |
| ------------ | ---------------------------------------------- |
| 司会         | 夏木ゆたか                                     |
| アシスタント | 松田京子                                       |
| 審査委員長   | 市川昭介                                       |

| 担当         | 出演者（2005年度 / カラオケトライアルII） |
| ------------ | ----------------------------------------- |
| 司会         | 夏木ゆたか                                |
| アシスタント | 松田京子                                  |
| 審査委員長   | 徳久広司                                  |

| 担当         | 出演者（2006年度 / カラオケトライアルII）     |
| ------------ | --------------------------------------------- |
| 司会         | 夏木ゆたか                                    |
| アシスタント | 松田京子< - 2006年6月> / 吉村民<2006年7月 - > |
| 審査委員長   | 徳久広司                                      |

| 担当         | 出演者（2007年度 / カラオケトライアルII） |
| ------------ | ----------------------------------------- |
| 司会         | 夏木ゆたか                                |
| アシスタント | 吉村民                                    |
| 審査委員長   | 徳久広司                                  |

| 担当         | 出演者（2008年度 / カラオケトライアルII） |
| ------------ | ----------------------------------------- |
| 司会         | 夏木ゆたか                                |
| アシスタント | 吉村民                                    |
| ナレーター   | 湯本久美<2008年7月 - >                    |
| 審査委員長   | 徳久広司                                  |

| 担当         | 出演者（2009年度 / カラオケトライアルII）                        |
| ------------ | ---------------------------------------------------------------- |
| 司会         | 夏木ゆたか< - 2009年12月> / 髭男爵<2010年1月 - >                 |
| アシスタント | 吉村民< - 2009年12月> / 谷岡恵里子<2010年1月 - / ナレーター兼任> |
| ナレーター   | 湯本久美< - 2009年12月>                                          |
| 審査委員長   | 徳久広司                                                         |

| 担当         | 出演者（2010年度 / カラオケトライアルII） |
| ------------ | ----------------------------------------- |
| 司会         | 髭男爵                                    |
| アシスタント | 谷岡恵里子<ナレーター兼任>                |
| 審査委員長   | 徳久広司                                  |

| 担当       | 出演者（2011 - 2014年度 / カラオケトライアルIII） |
| ---------- | ------------------------------------------------- |
| 司会       | はなわ / 相沢まき                                 |
| 審査委員長 | 徳久広司                                          |

| 担当       | 出演者（2015年4月5日 - 2018年12月2日 / ザ・カラオケトライアル） |
| ---------- | --------------------------------------------------------------- |
| 司会       | 栗田貫一 / 岡田聖子                                             |
| 審査委員長 | 徳久広司                                                        |

| 担当       | 出演者（2018年12月9日 - 2020年9月27日 / ザ・カラオケトライアル） |
| ---------- | ---------------------------------------------------------------- |
| 司会       | 栗田貫一 / 藤澤希未                                              |
| 審査委員長 | 徳久広司                                                         |